# Нечунаевский (населённый пункт)
Нечунаевский (до 2017 года Участок Нечунаевский) — населённый пункт в Сузунском районе Новосибирской области России. Входит в городское поселение рабочий посёлок Сузун.

## География
Площадь населённого пункта — 18 гектаров.

## Население
| 2002 | 2007 | 2010 |
| ---- | ---- | ---- |
| 194  | ↘185 | ↗188 |

## Инфраструктура
В населённом пункте по данным на 2007 год функционирует 1 учреждение здравоохранения.